# TAMA (ゲーム)
『TAMA』 （たま）は、1994年11月22日に日本のタイムワーナーインタラクティブから発売された、セガサターン用パズルゲーム。
セガサターン用ローンチタイトルの1作品であり、コントローラーによって迷路盤を傾け、主人公である「たま」を転がしてゴールに導く3D玉転がしゲームとなっている。開発は同社が行い、企画はゲームギア用ソフト『マジカルパズル ポピルズ』（1991年）を手掛けた天内潤、音楽はメガドライブ用ソフト『ヴイ・ファイヴ』（1994年）を手掛けた横山賢司が担当している。
同年12月3日にはPlayStation用ソフトとしても発売され、両機共にローンチタイトルとなった。

## ゲーム内容
「悪だま」によって破壊された世界を舞台に、森や岩山などの迷路を抜けて「悪だま」が存在する最上階を目指すという内容。本作では主人公の「たま」は直接操作できず、フィールド全体を回転および傾斜させて「たま」をゴールに導くシステムとなっている。
パズルゲームという地味なジャンルながら、本作のような本格的な3Dパズルゲームは高度な物理演算とテクスチャマッピングが必要なため、いわゆる「次世代機」によってはじめて可能になったものである。

## 他機種版
| No. | タイトル | 発売日        | 対応機種    | 開発元         | 発売元         | メディア | 型式       | 備考 |
| --- | -------- | ------------- | ----------- | -------------- | -------------- | -------- | ---------- | ---- |
| 1   | TAMA     | 1994年12月3日 | PlayStation | タイムワーナー | タイムワーナー | CD-ROM   | SLPS-00003 |      |

## スタッフ
- プロジェクト・リーダー：天内潤
- 企画：天内潤、吉岡瑞穂
- グラフィック・デザイナー：根本健一、岡野道生、横瀬さとみ、川端康子
- メイン・プログラマー：山本修
- プログラマー：むらおかたかゆき
- サウンド・デザイナー：横山賢司

## 評価
セガサターン版
ゲーム誌『ファミコン通信』の「クロスレビュー」では、6・4・5・6の合計21点（満40点）、『SATURN FAN』の読者投票による「ゲーム通信簿」での評価は以下の通り、19.3点（満30点）となった。また、セガの前世代機であるメガドライブにて多くの傑作をリリースした有力サードパーティーの作品ではあったが、『セガサターンマガジン』による総合的な評価は低いものとなった。
| 項目 | キャラクタ | 音楽 | お買得度 | 操作性 | 熱中度 | オリジナリティ | 総合 |
| 得点 | 3.2        | 3.1  | 3.1      | 3.0    | 3.1    | 3.7            | 19.3 |

PlayStation版
ゲーム誌『ファミコン通信』の「クロスレビュー」では、6・4・5・5の合計20点（満40点）、『PlayStation Magazine』の読者投票による「ゲーム通信簿」での評価は以下の通り、16.0点（満30点）となった。
| 項目 | キャラクタ | 音楽 | お買得度 | 操作性 | 熱中度 | オリジナリティ | 総合 |
| 得点 | 2.6        | 2.8  | 2.3      | 2.6    | 2.5    | 3.3            | 16.0 |